# Франсуа Арво

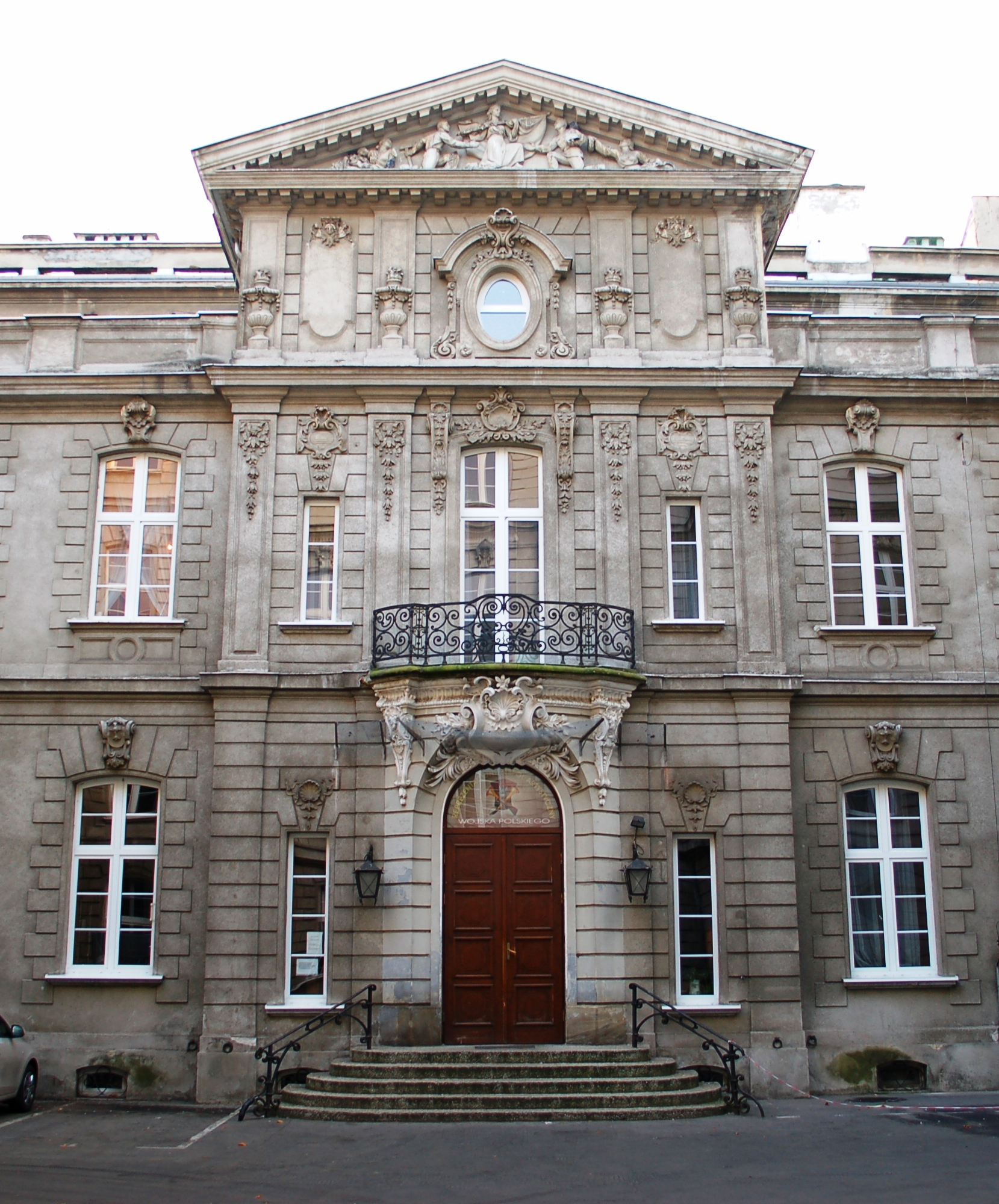
Фасад палацу Товариства мисливців у Варшаві

Франсуа Арво (фр. François Arveuf, пол. Franciszek Arveuf) — французький архітектор, який з кінця 1890-их років оселився в Варшаві. Праці на Волині, Мазовії і Варшаві. Один з провідних архітекторів свого часу.
Арво був випускником Школи красних мистецтв в Парижі. Він приїхав до Польщі в 1896 році і жив тут до своєї смерті. Він працював на замовлення заможних дворян. У 1896 році він також був залучений до проектування готелю в місцині «Тіволі» при варшавській вулиці Крулєвській.

## Вибрані праці
- Палац Радзивилів у Варшаві, 1896-1898
- Реконструкція палацу Санґушків в Антонінах на Волині, 1897[5]
- Палац Товариства мисливців і господарські будівлі у Варшаві, 1897-1898
- Палац Епштайнів у Терезині, 1899
- Реконструкція палацу в Козеницях, 1896-1900
- Палац Жищевських у Варшаві, 1899-1902
- Павільйон палацу в Спалій
- Палацик Любєнських у Варшаві